# Игнатполь
Игна́тполь (укр. Ігнатпіль) — село на Украине, находится в Овручском районе Житомирской области на реке Жерев.
Код КОАТУУ — 1824282701. Население по переписи 2001 года составляет 1755 человек. Почтовый индекс — 11163. Телефонный код — 4148. Занимает площадь 2,612 км².

## Адрес местного совета
11163, Житомирская область, Овручский р-н, с. Игнатполь, ул. Ленина, 9а

## Известные уроженцы и жители
- Эдуард Васильевич Шемяков — российский серийный убийца и насильник, признанный невменяемым.